# Левенберг, Яков Семёнович
Яков Семёнович Левенберг (24.12.1922 — ?) — советский инженер, лауреат Ленинской премии (1966).

## Биография
Участник Великой Отечественной войны, призван 1 июля 1941 г. Белоцерковским РВК, в действующей армии с 20 октября 1941 г. (Западный, Северо-Западный, 2-й Прибалтийский фронты), командир артиллерийской батареи, капитан. 
С 1951 г. начальник лаборатории НИИ-311 ГКРЭ (будущее ОАО НПП «Сапфир»).
Умер не ранее 1997 года.

## Награды и звания
- Кандидат технических наук.
- Ленинская премия (1966) — за разработку и организацию серийного выпуска полупроводниковых диодов для нужд военной техники и народного хозяйства.
- Ордена: «Знак Почёта», Красной Звезды, Отечественной войны II и I степеней.

## Семья
Жена — Козловская Янина Станиславовна — врач. Сын — Козловский Юрий Яковлевич, к. ф.-м. н. Р.: 17.04.1960, г. Москва.